# Orlando (Oklahoma)
Orlando – miasto w Stanach Zjednoczonych, w stanie Oklahoma, w hrabstwie Logan.